# Helmut Diegel

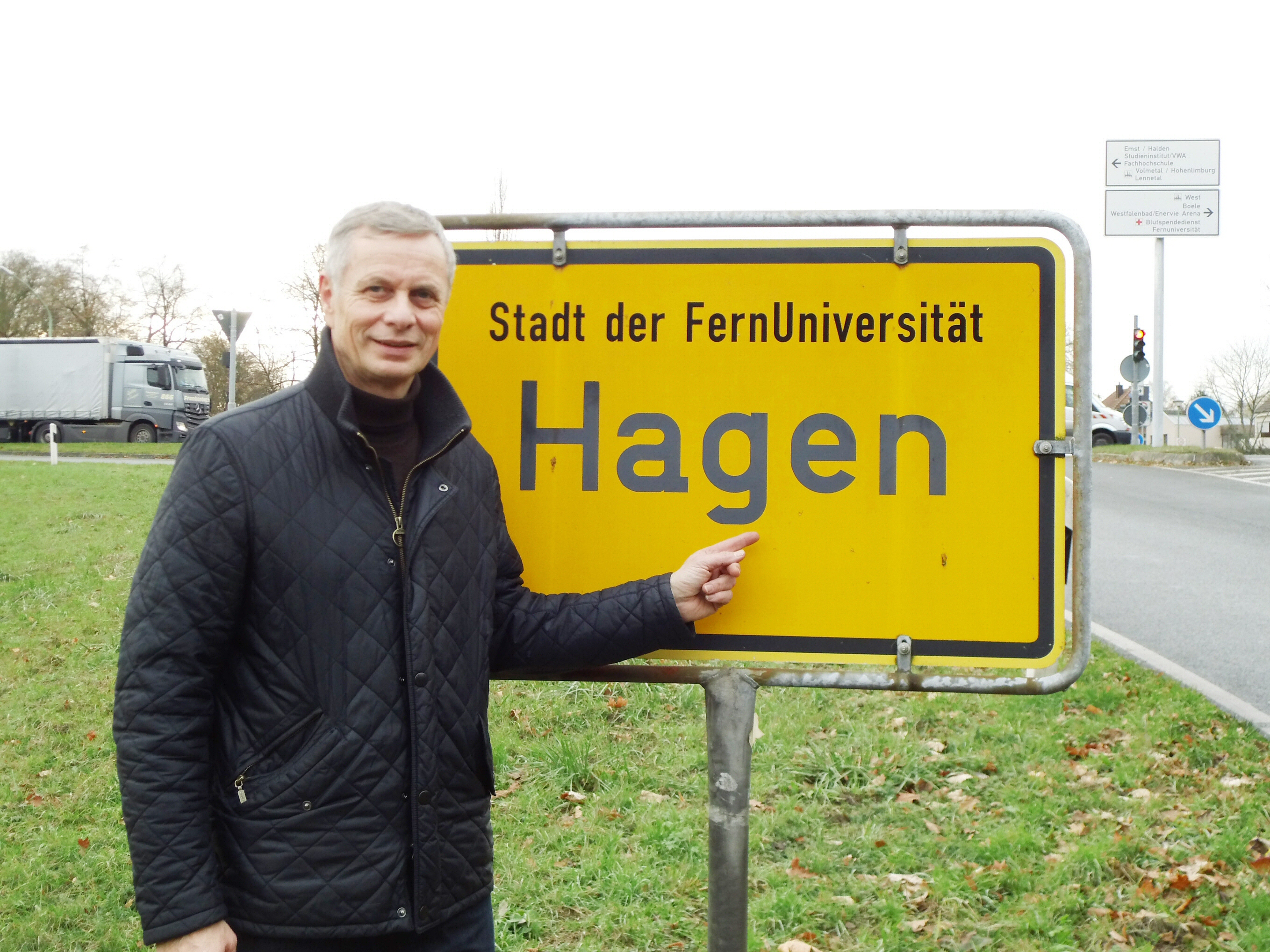
Helmut Diegel in Hagen

Helmut Diegel (* 30. März 1956 in Hagen) ist ein deutscher Politiker der CDU. Er war von 1995 bis 2005 und von 2020 bis 2022 Mitglied des Landtags Nordrhein-Westfalen.

## Leben
Sein Abitur machte Diegel 1977 in Hagen. Von 1984 bis 1987 war er CDU-Mitglied des Rates der Stadt Hagen und gehörte von 1985 bis zur Landtagswahl im Mai 2005  dem Landtag Nordrhein-Westfalen an. Von 1995 bis zu seinem Ausscheiden war er haushalts- und finanzpolitischer Sprecher seiner Fraktion. Diegel wurde vor der Landtagswahl in Nordrhein-Westfalen 2005 als Finanzminister von Nordrhein-Westfalen gehandelt, hatte aber das Nachsehen gegenüber Helmut Linssen.
Nach seinem Ausscheiden aus dem Landtag wurde er Regierungspräsident des Regierungsbezirks Arnsberg in Nordrhein-Westfalen. Bei seinem Amtsantritt sagte er, dass er wohl der wahrscheinlich letzte Regierungspräsident im Bezirk Arnsberg sei. Er deutete damit an, dass die 2005 neu gewählte Landesregierung von Nordrhein-Westfalen eine Umstrukturierung der Bezirke anstrebte, was zur Folge gehabt hätte, dass Teile des Bezirkes Arnsberg in einem Ruhrgebiets-Bezirk aufgegangen wären, während andere Teile mit den anderen westfälischen Bezirken Münster und Detmold zusammengefasst worden wären. Zu dieser Neuaufteilung kam es jedoch nicht.
Nach dem Amtsantritt von Ministerpräsidentin Hannelore Kraft wurde er von seinem Amt abberufen.
Diegel wurde am 14. September 2010 von der Vollversammlung der IHK Mittleres Ruhrgebiet in Bochum zum Hauptgeschäftsführer bestellt und übte dieses Amt bis zum 31. August 2014 aus.
Nachdem gesundheitliche Probleme überwunden waren, kandidierte er im Mai 2017 im Wahlkreis 103 (Hagen Mitte, Hagen Nord und Hohenlimburg) erneut für den Landtag von Nordrhein-Westfalen, war dabei allerdings nicht erfolgreich. Diegel war der einzige Kandidat seiner Partei, der sich um eine Aufstellung für diesen Wahlkreis bemühte. Anfang November 2020 rückte er für Arne Moritz, der sein Amt als Bürgermeister von Lippstadt antrat,  in den Landtag nach. Nach der Landtagswahl 2022 schied er wieder aus dem Landtag aus.
Mitte 2025 wurde er zum Präsidenten des Westdeutschen Tischtennis-Verbandes gewählt.

## Privates
Er war mit der Grünen-Politikerin und Landesministerin in Nordrhein-Westfalen Barbara Steffens verheiratet.